# Cranichis muscosa
Cranichis muscosa är en orkidéart som beskrevs av Olof Swartz. Cranichis muscosa ingår i släktet Cranichis, och familjen orkidéer. Inga underarter finns listade i Catalogue of Life.